# 忍者の日
忍者の日（にんじゃのひ）は、一般社団法人 日本記念日協会が2015年に登録した記念日であり、2月22日に定められている。

## 概要
店舗デザイン、空間デザイン、忍者をテーマとしたレストランのプロデュースなどを手がける株式会社グラフィクスアンドデザイニングが2015年（平成27年）に制定。
日付は忍者の忍、忍術の忍など、忍を重ねた「ニン（2）ニン（2）ニン（2）」と読む語呂合わせから。
現在は2月2日から2月22日を「忍者月間」とし、日本忍者協議会が主催となり日本各地で行われている忍者イベントのPRを行っている。

## 日本忍者協議会
これまで謎に包まれてきた忍者という存在を日本の文化資産として世界に発信すべく作られた、自治体等によって構成される世界唯一の忍者の公式組織。
2020年を見据え、国をはじめ、自治体、大学、観光協会、民間団体、事業所があらゆる垣根を越えて集結。忍者の学術研究や情報収集・情報発信を行い、忍者による観光振興、文化振興、地域経済の活性化を図ることを目的とする。